# Mustafa Nukić
Mustafa Nukić, slovenski nogometaš, * 3. december 1990, Vlasenica, Jugoslavija.
Nukić je profesionalni nogometaš, ki igra na položaju napadalca. Od leta 2025 je član slovenskega kluba Slovan. Pred tem je igral za slovenske klube Interblock, Livar oz. Ivančna Gorica, Zarica Kranj, Celje, Radomlje, Svoboda Ljubljana, Triglav Kranj, Koper, Ilirija 1911, Bravo in Olimpija ter avstrijski Annabichler. Skupno je v prvi slovenski ligi odigral 158 tekem in dosegel 36 golov. Z Olimpijo je osvojil naslov slovenskega državnega prvaka v sezoni 2022/23 in slovenski pokal leta 2023. Leta 2008 je odigral štiri tekme za slovensko reprezentanco do 18 let.